# Wilhelm Emrich

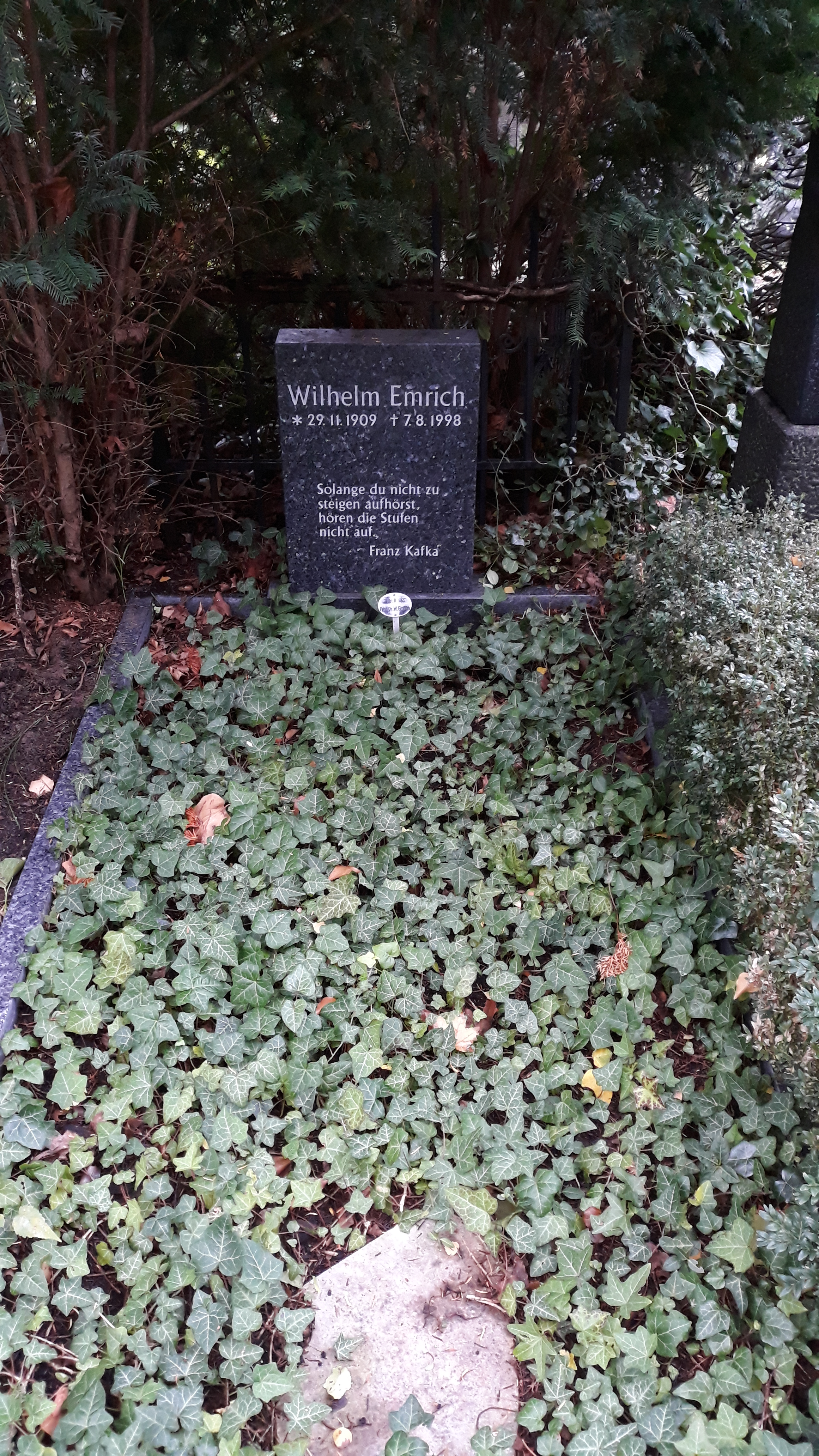
Das Grab von Wilhelm Emrich auf dem evangelischen Luisenkirchhof II in Berlin.

Wilhelm Emrich (* 29. November 1909 in Nieder-Jeutz, Reichsland Elsaß-Lothringen, Deutsches Kaiserreich; † 7. August 1998 in Berlin) war ein deutscher Literaturwissenschaftler und Editor.

## Leben
Wilhelm Emrich, Sohn eines Reichsbahnobersekretärs, studierte von 1929 bis 1933 in Frankfurt am Main, unter anderem unter Theodor W. Adorno, und wurde 1933 bei Martin Sommerfeld, der im selben Jahr emigrieren musste, mit einer Arbeit über Paulus promoviert. Emrich war vor der Machtergreifung der Nationalsozialisten 1933 Mitglied der „Roten Studentengruppe“ und der SAP. Später arbeitete Emrich vor allem über Goethe, in der Nachkriegszeit über Franz Kafka. Seine Monographie über Kafka erlebte mehrere Auflagen und wurde ins Englische und Japanische übersetzt. Emrich gab Gesamtausgaben von Carl Sternheim, Arno Holz und Ricarda Huch heraus.
In der Zeit des Nationalsozialismus war Emrich als Lektor der Deutschen Akademie unter anderem in Bulgarien tätig. Ende 1938 folgte eine Anstellung als Lehrer und zwischen 1942 und 1944 eine Tätigkeit für das Reichspropagandaministerium. Ab dem 5. Januar 1942 leitete er das bei der Deutschen Bücherei neu eingerichtete sogenannte Erkundungsreferat. Dort überwachte er unter anderem die deutschsprachigen Neuerscheinungen und betreute die seit 1941 in Bearbeitung befindliche sogenannte Judenbibliographie. Ab dem 1. Februar 1943 arbeitete er in der Schrifttumsabteilung des Reichspropagandaministeriums, das er 1944 verließ.
Emrich trat zum 1. August 1935 der NSDAP bei (Mitgliedsnummer 2.599.361) und war seit 1941 Zellenleiter. Er war Autor mindestens einer antisemitischen Schrift. Nebenher machte er das zweite Staatsexamen als Lehrer und ließ sich nach einem misslungenen Versuch in Frankfurt am Main 1944 an der Berliner Universität habilitieren. Seine Rolle während des NS-Regimes wurde erst kurz vor Emrichs Tod durch den Schlüsselroman Der Urfreund seines ehemaligen Kommilitonen und Freundes Kurt A. Mautz einer breiteren Öffentlichkeit bekannt. Wegen seines 1943 veröffentlichten Aufsatzes über den Einbruch des Judentums in das wissenschaftliche und fachliche Denken geriet Emrich in seinen späteren Lebensjahren in Kritik.
Nach dem Zweiten Weltkrieg war Emrich zunächst im Schuldienst tätig und lehrte danach von 1949 bis 1953 als Dozent an der Georg-August-Universität Göttingen. Infolge von Hinweisen auf seinen Widerstand gegen den Nationalsozialismus im Reichsministerium für Volksaufklärung und Propaganda wurde er im Spruchkammerverfahren zur Entnazifizierung entlastet.
Eine erste Professur für Neuere deutsche Philologie hatte er von 1953 bis 1959 an der Universität zu Köln. 1956 wurde er Mitglied der Akademie der Wissenschaften und der Literatur und zwei Jahre später Mitglied im PEN-Zentrum Deutschland. Von 1960 bis zu seiner Emeritierung lehrte er als Professor für Neuere deutsche Literaturgeschichte an der Freien Universität Berlin. Danach lehrte er noch acht Jahre weiter als emeritierter Professor. Emrich war einer der wichtigsten, auch einflussreichsten Literaturwissenschaftler der Bundesrepublik Deutschland. Zu seinen Schülern gehörten Helmut Arntzen, Klaus Wagenbach, Jean Firges und Karl Pestalozzi. Emrich wurde 1993 die Goldene Goethe-Medaille der Goethe-Gesellschaft Weimar verliehen.
Emrich hatte mit seiner ersten Ehefrau Lina Helene, geborene Hinderks (1902–1993), einen Sohn, Hinderk Meiners Emrich. 1977 heiratete er seine zweite Ehefrau Waltraut Hildegard, geborene Schmidt (1911–1979).

## Schriften
- Paulus im Drama. (= Stoffe und Motivgeschichte der deutschen Literatur. Band 13). Verlag Walter de Gruyter, Berlin 1934.
- Die Symbolik von Faust II. Sinn und Vorformen. Junker & Dünnhaupt, Berlin 1943.
- Franz Kafka. Athenäum-Verlag, Bonn 1958.
- Protest und Verheißung. Studien zur klassischen und modernen Dichtung. Athenäum-Verlag, Bonn 1960.
- Geist und Widergeist. Wahrheit und Lüge der Literatur. Studien. Athenäum-Verlag, Frankfurt am Main 1965.
- Polemik. Streitschriften, Pressefehden und kritische Essays um Prinzipien, Methoden und Maßstäbe der Literaturkritik. Athenäum-Verlag, Frankfurt am Main 1968.
- Poetische Wirklichkeit. Studien zur Klassik und Moderne. Akademische Verlags-Gesellschaft Athenaion, Wiesbaden 1979, ISBN 3-7997-0737-9.
- Deutsche Literatur der Barockzeit. Athenäum-Verlag, Königstein 1981, ISBN 3-7610-8148-0.

## Editionen
- Arno Holz: Werke. 7 Bände. Herausgegeben von Wilhelm Emrich und Anita Holz. Verlag Luchterhand, Neuwied 1961–1964.
- Carl Sternheim: Gesamtwerk. 10 in 11 Bänden. Herausgegeben von Wilhelm Emrich. Verlag Luchterhand, Neuwied 1963–1976.
- Ricarda Huch: Gesammelte Werke. 11 Bände. Herausgegeben von Wilhelm Emrich. Verlag Kiepenheuer & Witsch, Köln 1966–1974.